# Remzşinas Hanim
Remzşinas Hanım (turco ottomano: رمزشناس خانم, lett. "che legge i segni"; Caucaso, 1864 – Istanbul, dopo il 1934), anche nota come Remsşinaz Hanım, è stata una consorte del sultano ottomano Murad V.

## Biografia
Remzşinas Hanım nacque nel Caucaso nel 1864. Era circassa, figlia di Bijeduğ Hasan Bey. Quando la Russia invase la regione, la sua famiglia emigrò a Istanbul, dove Remzşinas riuscì a entrare alla corte ottomana, dove venne addestrata come Kalfa (serva).  
Negli anni '80 dell'Ottocento venne scelta per andare a servire a Palazzo di Çırağan, dove da alcuni anni era rinchiuso il sultano deposto Murad V e la sua famiglia. Una volta a Palazzo, Remzşinas Hanım colpì Murad, che la prese come consorte. Non ebbero figli.  
Nel 1904 Murad V morì e la sua famiglia fu liberata. Fino al 1910 Remzşinas restò comunque a Palazzo di Çırağan per tenere compagnia a Şayan Kadın, terza consorte di Murad, che si rifiutava di andarsene, ma dopo venne mandata a Bursa insieme alle consorti Gevherriz Hanım, Nevdürr Hanım e Filizten Hanım. Poté tornare a Istanbul nel 1914, dove visse in condizioni precarie, perché il CPU le ridusse lo stipendio da 1.500 kuruş mensili a 500, nonostante Hatice Sultan, figlia di Murad V, si fosse battuta, scrivendo a Mehmed Cavid Bey, perché lo stipendio delle consorti del padre rimanesse ad almeno 800 kuruş. 
Remzşinas Hanım morì a Istanbul dopo il 1934. 

## Cultura popolare
- Remzşinas è un personaggio del romanzo storico di Ayşe Osmanoğlu The Gilded Cage on the Bosphorus (2020)[5].